# 牛乳煎餅
牛乳煎餅（ぎゅうにゅうせんべい）は、伊豆大島の名産菓子。

## 由来

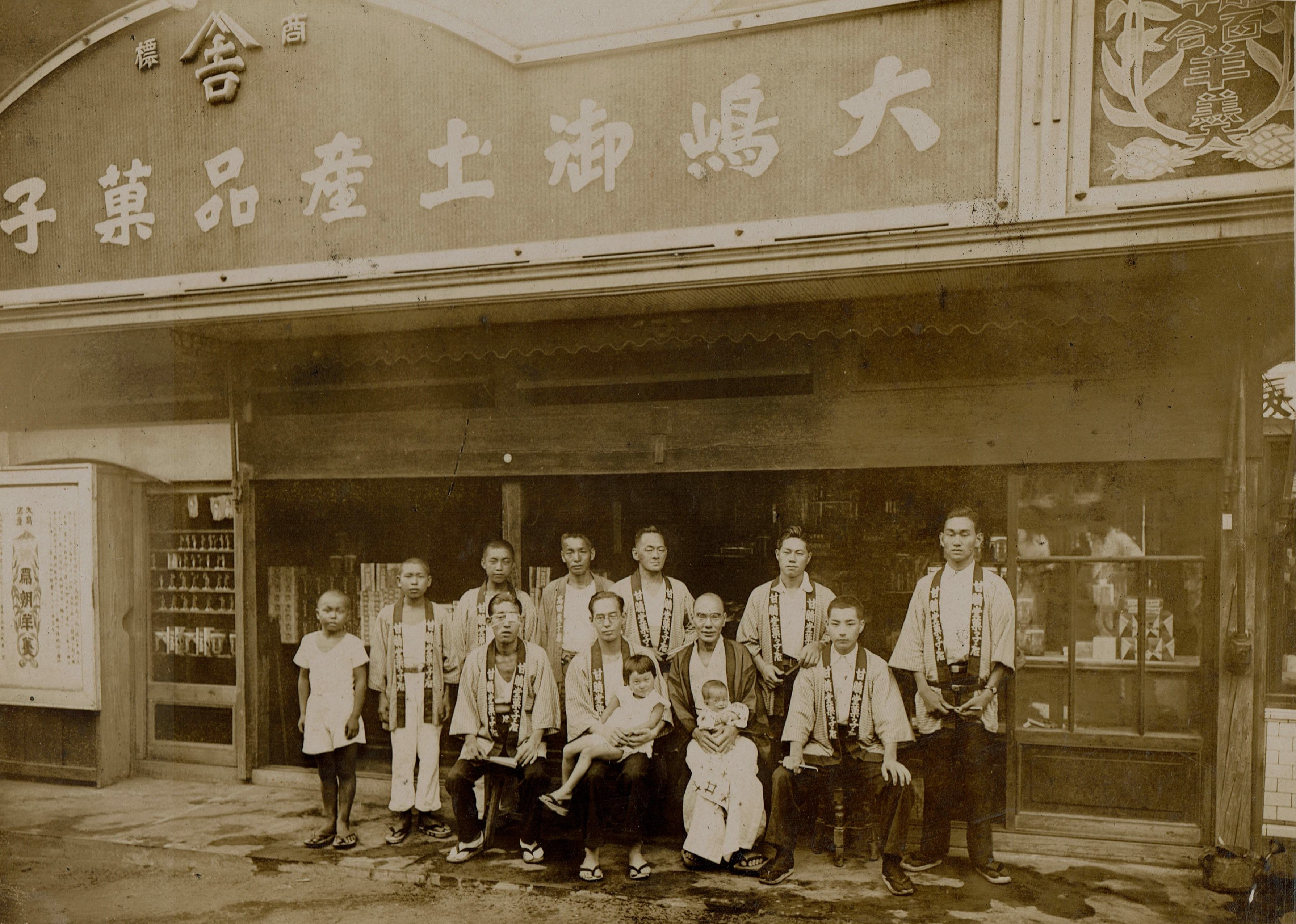
昭和初期の職人さんと店主

大正の中頃、豊富に生産されていた大島の牛乳を用い、伊豆大島、元町にて和菓子の製造販売を手がけていた甘晴堂にて考案されたものである。牛乳煎餅は、牛乳を豊富に用い水を一滴も使わないのが特徴で、その上にバター、卵、砂糖を加えた栄養豊富な伊豆大島の焼き菓子として知られ現在に至る。

## 伊豆大島と乳牛
- 江戸文学、曲亭馬琴の『椿説弓張月』によれば、鎮西八郎為朝が伊豆大島に流された、1156年の頃、この島には、野生の牛がたくさん棲んでいたと記されている。

- 大島で乳牛の飼育が始まったのは、明治33年に純粋ホルスタイン種が導入されてからで、 一年中繁茂する島自生の『アシタバ』、『タガヤ』などの青草を飼料として、 最盛期には1200頭を超えるほどになり全国でも牛乳の産地として有名であった。